# محمود البدری
محمود البدری (عربی: محمود البدري؛ زادهٔ ۱۹۹۱ (۳۳–۳۴ سال)) یک ورزشکار اهل مصر است.
از باشگاه‌هایی که در آن بازی کرده‌است می‌توان به باشگاه ورزشی زمالک اشاره کرد.